# Robert Aerens
Robert Aerens (Gent, 1883 - ?, 1969) was een Belgisch kunstschilder en etser.
Zijn opleiding begon in de academie van Gent, waarna hij de klas van Jean Delvin volgde. Vestigde zich vanaf 1902 te  Afsnee waar hij kennis maakte met Frits Van den Berghe. Zijn werk wordt aanvankelijk beïnvloed door Emile Claus. 
Hij was een expressionistisch schilder en aquarellist van landschappen, stillevens, interieurs en portretten. Hij leunde aan bij de groep van Sint-Martens-Latem. Hij werd hier goed bevriend met Albert Servaes. Hij betrok in Gent in de periode 1902-1903 een atelier in Gent samen met Frits Van den Berghe, Clément De Porre en Léon De Smet.
Vanaf 1924 werd hij leraar aan de academie van Gent. Hij werkte tijdens de Eerste Wereldoorlog aan het front en stelde in 1916 in Parijs tentoon op het Salon des Armées.
Hij nam deel aan het Salon 1933 in Gent met "Jaarmarkt te Vézelay" en "Interieur. Voor het buffet". In het Salon 1937 in Gent toonde hij "De keuken", "Portret" en "Het atelier".